# معهد ماكس بلانك للكيمياء البيوجيولوجية

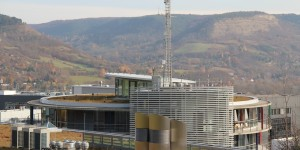
مقر معهد ماكس بلانك للكيمياء البيوجيولوجية، وتبدو أعلاه محطة أرصاد جوية

معهد ماكس بلانك للكيمياء البيوجيولوجية (بالألمانية: Max-Planck-Institut für Biogeochemie) هو أحد المعاهد العلمية الثمانين التابعة لجمعية ماكس بلانك. أُسس سنة 1997، ويختص بالبيوجيوكيمياء. يقع مقره في مدينة يينا الألمانية.

## وصلات خارجية
- الموقع الرسمي (بالألمانية)

```
(بالإنجليزية)
```